# Chinese zijdevlinder
De Chinese zijdevlinder (Antheraea pernyi) is een vlinder uit de familie van de nachtpauwogen (Saturniidae). De wetenschappelijke naam van de soort is voor het eerst geldig gepubliceerd in 1855 door Guérin-Méneville.

## Verspreiding en leefgebied
Deze vlindersoort komt voor in China, zuidoostelijk Rusland en Japan.

## De rups en zijn waardplanten
De waardplant is Quercus (Eik).